# Dunira punctimargo
Dunira punctimargo là một loài bướm đêm trong họ Erebidae.